# Bussières (Yonne)
Bussières ist französische Gemeinde mit 114 Einwohnern (Stand: 1. Januar 2022) im Arrondissement Avallon im Département Yonne in der Region Bourgogne-Franche-Comté. Die Gemeinde gehört zum Arrondissement Avallon und ist Mitglied im Gemeindeverband Avallon-Vézelay-Morvan. Die Einwohner werden Buxenois und Buxenoises genannt.

## Geographie
Bussières liegt etwa 55 Kilometer südöstlich von Auxerre und etwa 13 Kilometer südöstlich von Avallon im Regionalen Naturpark Morvan. Die Gemeinde befindet sich im südöstlichen Teil des Départements an der Grenze zum benachbarten Département Côte-d’Or. Die beiden Hauptgewässer der Gemeinde sind die Romanée und der Creusant, beides Nebenflüsse des Cousin, beide verlaufen generell in von südöstlicher in nordwestlicher Richtung und werden beide im Gemeindegebiet zu kleinen Seen, dem Étang de Bussières bzw. Étang Neuf, aufgestaut. Über zwei Drittel der Fläche der Gemeinde werden landwirtschaftlich genutzt.
Umgeben wird Bussières von den Nachbargemeinden Sainte-Magnance im Norden, Rouvray (Côte-d’Or) im Osten und Südosten, Saint-Andeux (Côte-d’Or) im Südosten, Saint-Léger-Vauban im Süden, Beauvilliers im Süden und Südwesten sowie Saint-Brancher im Westen.

## Bevölkerungsentwicklung

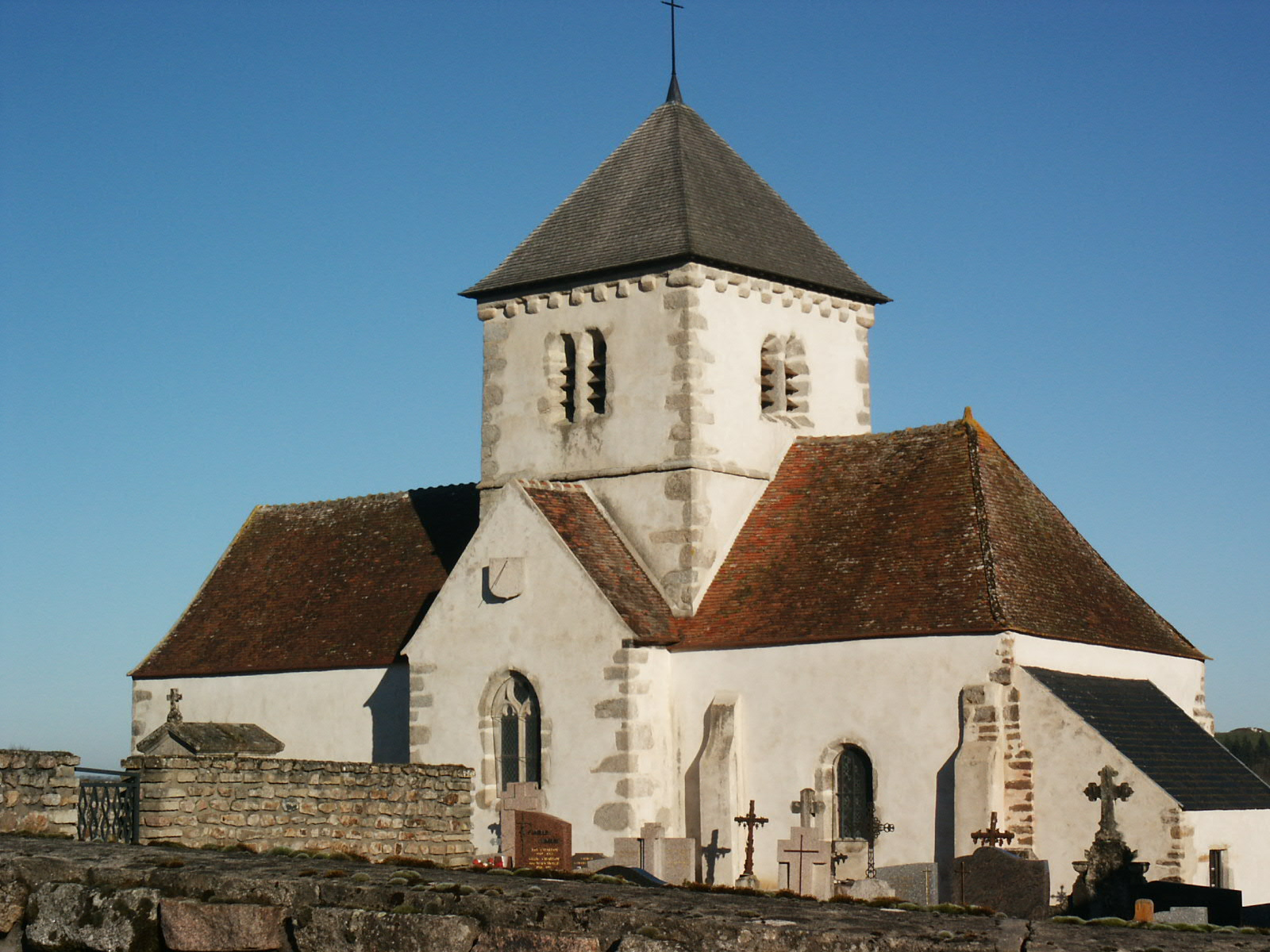
Kirche Saint-Jean-Baptiste

| Jahr                       | 1962 | 1968 | 1975 | 1982 | 1990 | 1999 | 2006 | 2013 | 2020 |
| Einwohner                  | 151  | 129  | 131  | 111  | 87   | 111  | 122  | 134  | 119  |
| Quellen: Cassini und INSEE |      |      |      |      |      |      |      |      |      |

## Sehenswürdigkeiten
- Kirche Saint-Jean-Baptiste im 16./17. Jahrhundert neu gebaut
- Burg Villarnoux aus dem 16. Jahrhundert, seit 1967 als Monument historique eingeschrieben